# آرگونوفسکی
آرگونوفسکی (به لاتین: Argunovsky) یک منطقهٔ مسکونی در روسیه است که در استان آرخانگلسک واقع شده‌است.